# Arco de Triunfo de Barcelona
El Arco de Triunfo (en catalán: Arc de Triomf) es un monumento situado en la confluencia entre el paseo de Lluís Companys, el paseo de San Juan y la ronda de San Pedro, en la ciudad de Barcelona (España). Fue diseñado por el arquitecto José Vilaseca como entrada principal a la Exposición Universal de Barcelona de 1888. La decoración escultórica corrió a cargo de Josep Reynés, Josep Llimona, Antoni Vilanova, Torquat Tasso, Manuel Fuxá y Pere Carbonell. Esta obra está inscrita como Bien Cultural de Interés Local (BCIL) en el Inventario del Patrimonio Cultural catalán con el código 08019/1053.
A diferencia de otros arcos de triunfo de marcado carácter militar, el Arco de Triunfo de Barcelona tiene un mayor componente civil, caracterizado por el progreso artístico, científico y económico. El Arco de Triunfo ha sido utilizado como meta en alguna ocasión para algunas de las carreras pedestres populares más importantes de Barcelona, como la Jean Bouin o la Maratón de Barcelona. Asimismo, fue utilizado como recinto para la celebración de festivales y eventos musicales como el Primavera Sound. El monumento fue restaurado en 1989.

## Historia y descripción

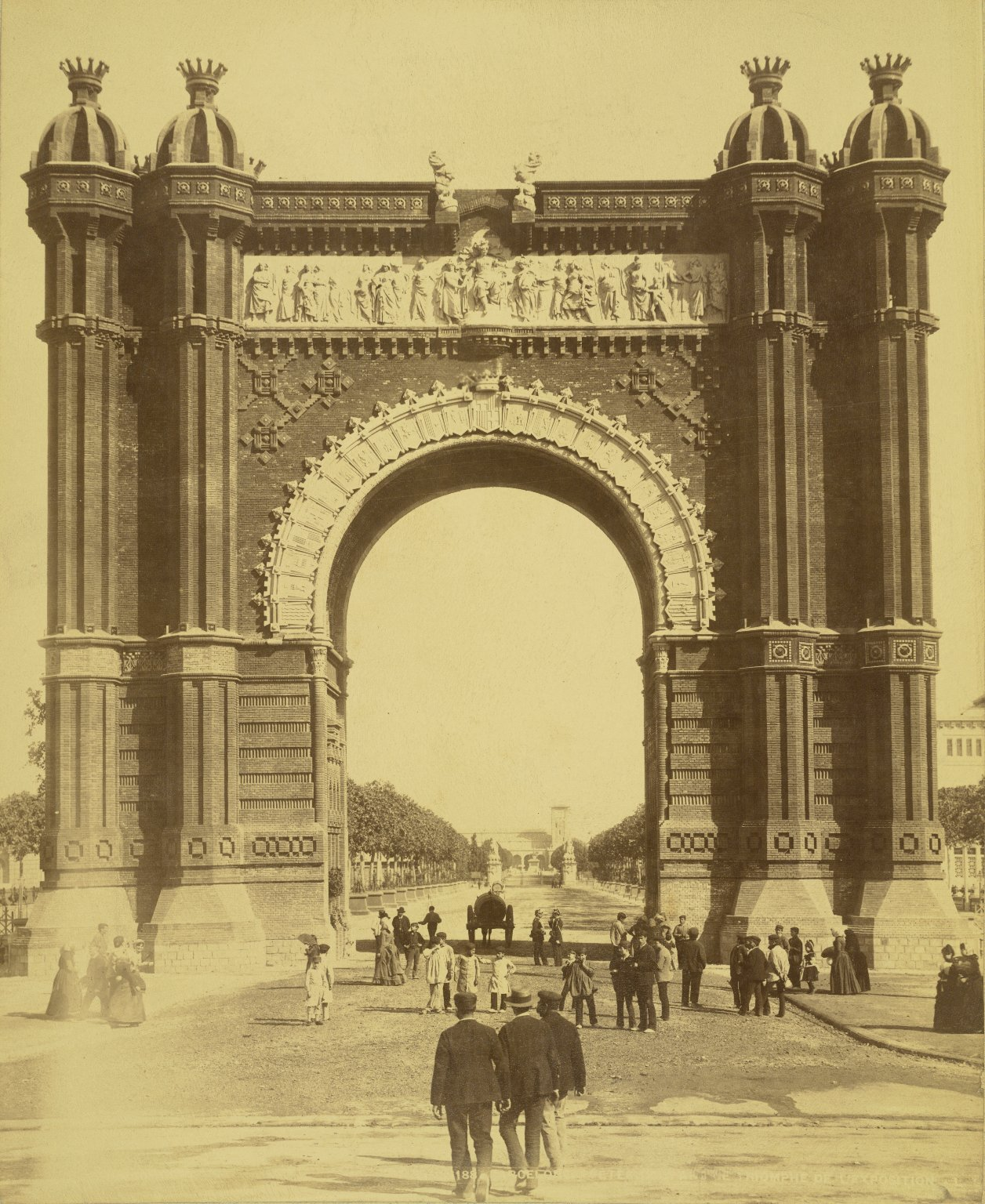
Foto histórica del Arco de Triunfo.

La Exposición Universal de Barcelona tuvo lugar entre el 8 de abril y el 9 de diciembre de 1888, y se llevó a cabo en el parque de la Ciudadela, anteriormente perteneciente al ejército y ganado para la ciudad en 1851. El incentivo de los actos feriales conllevó la mejora de las infraestructuras de toda la ciudad, que dio un enorme salto hacia la modernización y el desarrollo. 
La entrada a la Exposición se efectuaba a través del Arco de Triunfo, un monumento creado para la ocasión que aún permanece en su lugar original, diseñado por Josep Vilaseca. Este daba acceso al Salón de San Juan —actual paseo de Lluís Companys—, una larga avenida de 50 metros de ancho, donde destacaban las balaustradas de hierro forjado, los mosaicos del pavimento y unas grandes farolas, todo ello diseñado por Pedro Falqués. A lo largo de este paseo se colocaron ocho grandes estatuas de bronce que representaban personajes ilustres de la historia de Cataluña, obra de diversos escultores, entre los que se encontraban los autores de la decoración escultórica del Arco. Este paseo finalizaba en el acceso al recinto de la Exposición, donde actualmente se ubica el parque de la Ciudadela; en esta intersección se inauguró en 1901 el monumento a Rius y Taulet, el alcalde promotor de la Exposición, que actualmente sirve de contrapunto al Arco de Triunfo al otro lado del paseo. El monumento fue inaugurado el 20 de mayo de 1888.
De inspiración neomudéjar, el Arco tiene una altura de 30 metros,  y está decorado con una rica ornamentación escultórica, obra de diversos autores: Josep Reynés esculpió en el friso superior la Adhesión de las Naciones al Concurso Universal; Josep Llimona realizó en el reverso de la parte superior La Recompensa; en el lado derecho Antoni Vilanova confeccionó las alegorías de la Industria, la Agricultura y el Comercio; en el izquierdo, Torquat Tasso elaboró las alegorías a las Ciencias y las Artes; por último, Manuel Fuxá y Pere Carbonell crearon doce esculturas femeninas, las Famas, y Magí Fita se encargó de las mayólicas que decoran el Arco.
Elementos escultóricos
| Nombre                                                                              | Autor                        | Material                              | Dimensiones                                               | Descripción | Foto |
| ----------------------------------------------------------------------------------- | ---------------------------- | ------------------------------------- | --------------------------------------------------------- | --- | ---- |
| Adhesión de las Naciones al Concurso Universal. Barcelona recibiendo a las naciones | Josep Reynés                 | Piedra artificial de cemento portland | 3,47 x 15,86 m                                            | Se trata del friso principal del Arco, en que la ciudad de Barcelona recibe a las naciones participantes en la Exposición. La figura central es una personificación de Barcelona, lo que se denota por el escudo de la ciudad condal que lleva grabado en el pecho. Está flanqueada por Cibeles, diosa de la Madre Tierra, coronada con una torre; y Palas Atenea, diosa de la guerra, la civilización, la sabiduría, las artes y la justicia, ataviada con un escudo con las letras P y F, en alusión al Progreso y la Felicidad. Por encima de este relieve se encuentra el escudo de la monarquía española, flanqueado por dos leones con las columnas de Hércules, y rematado por la corona real y el Toisón de Oro. |      |
| La Recompensa. El reparto de recompensas a los participantes en la exposición       | Josep Llimona                | Piedra artificial de cemento portland | 15,86 x 3 m                                               | Ubicado en el reverso del anterior, este friso presenta el reparto de recompensas y galardones a los participantes en la Exposición. De nuevo está protagonizado por una alegoría de Barcelona, con el escudo en el pecho como la anterior, rodeada de diversos personajes de carácter mitológico y alegórico. Como en la anterior, está rematado con un escudo real con dos leones que sostienen las columnas de Hércules, y la inscripción Plus ultra. |      |
| Apoteosis de la Agricultura, la Industria y el Comercio                             | Antoni Vilanova              | Piedra artificial de cemento portland | 6,30 x 1,90 m                                             | Como indica el título, este relieve presenta las alegorías de la Agricultura, la Industria y el Comercio, en la parte derecha del Arco. Junto al friso opuesto, dedicado a las Ciencias y las Artes, conforman el progreso material y espiritual, los motores que inspiraban las Exposiciones Universales. De las figuras representadas se puede reconocer a Palas Atenea, que sostiene una rama de olivo, símbolo de la Paz; y a Ceres, que lleva unos granos de uva como símbolo de los frutos de la Tierra. La Agricultura está representada por unas figuras que llevan bandejas con alimentos. El Comercio está personificado por el dios Mercurio, y la Industria por una rueda dentada.                           |      |
| Apoteosis de las Ciencias y las Artes                                               | Torquat Tasso                | Piedra artificial de cemento portland | 6,30 x 1,90 m                                             | En el lado izquierdo del Arco se encuentran las alegorías de las Ciencias y las Artes. La figura central representa a Apolo, dios del sol, la belleza, la música y la poesía. En su mano derecha sostiene una llama, símbolo del progreso que conduce a la Ciencia, mientras que con su mano izquierda señala hacia las Artes, representadas por una mujer con una paleta para la Pintura, una figura con una gubia para la Escultura y otra con un templo en bajorrelieve para la Arquitectura. También aparecen las musas Euterpe y Terpsícore, representantes de la música y la danza, mientras que la Ciencia está simbolizada por una mujer con una llama en la mano y un anciano recostado sobre un cañón.         |      |
| Famas                                                                               | Manuel Fuxá y Pere Carbonell | Piedra artificial de cemento portland | 2,88 x 2 x 0,70 m (tipo 1), 2,74 x 2,10 x 0,80 m (tipo 2) | En las torres angulares del Arco se encuentran un total de doce figuras aladas como alegorías de la Fama, representadas en dos posturas distintas: unas tocan trompetas, mientras que otras sostienen ramas de laurel. Se simboliza así la gloria de la ciudad condal en el contexto de la universalidad de naciones, un tipo de representación habitual en los grandes monumentos conmemorativos. |      |